# Pleuraphodius landini
Pleuraphodius landini är en skalbaggsart som beskrevs av S. Endrödi 1956. Pleuraphodius landini ingår i släktet Pleuraphodius och familjen Aphodiidae. Inga underarter finns listade i Catalogue of Life.